# Myriotrema halei
Myriotrema halei är en lavart som först beskrevs av Tuck. & Mont., och fick sitt nu gällande namn av Hale 1980. Myriotrema halei ingår i släktet Myriotrema och familjen Thelotremataceae.   Inga underarter finns listade i Catalogue of Life.